# Лелякін Андрій Володимирович
Андрі́й Володи́мирович Леля́кін (8 липня 1982, с. Іванівка Друга, Барвінківський район, Харківська область, Українська РСР — 10 грудня 2016, м. Красногорівка, Донецька область, Україна) — старший солдат Збройних сил України, учасник війни на сході України.

## Життєпис
Старший навідник (92-га окрема механізована бригада).
Загинув від обстрілу при висуванні на позиції. Разом загинули Віктор Клименко та Володимир Шоломинський.
По смерті залишилися мати і брат.
Похований с. Іванівка Друга, Барвінківський район, Харківська область.

## Нагороди та вшанування
- Указом Президента України № 58/2017 від 10 березня 2017 року, «за особисту мужність, виявлені у захисті державного суверенітету та територіальної цілісності України, самовіддане виконання військового обов'язку», нагороджений орденом «За мужність» III ступеня (посмертно)[2].
- Вшановується в меморіальному комплексі «Зала пам'яті», в щоденному ранковому церемоніалі 10 грудня[3][4].